# Rosenvång IF
Rosenvång IF var en fotbollsförening från Rosenvång, Malmö. Föreningen tillkom under de år som Rosenvång byggdes ut.

## Seriespel
| År   | Serie             | Position |  |
| ---- | ----------------- | -------- |  |
| 1930 | IF Fix Pokalserie |          |  |
|      |                   |          |  |